# Municipio de Jackson (Nueva Jersey)
El municipio de Jackson (en inglés, Jackson Township) es un municipio del condado de Ocean, Nueva Jersey, Estados Unidos. Tiene una población estimada, a mediados de 2021, de 59 614 habitantes.
Aproximadamente equidistante entre las ciudades de Nueva York y Filadelfia, en Jackson Township se encuentran el parque de atracciones Six Flags Great Adventure, el parque acuático Six Flags Hurricane Harbor y el Six Flags Wild Safari, un parque de 140 hectáreas que alberga 1200 animales de los seis continentes.

## Geografía
Está ubicado en las coordenadas 40°5′27″N 74°21′41″O / 40.09083, -74.36139 (40.090928, -74.361269).

## Economía

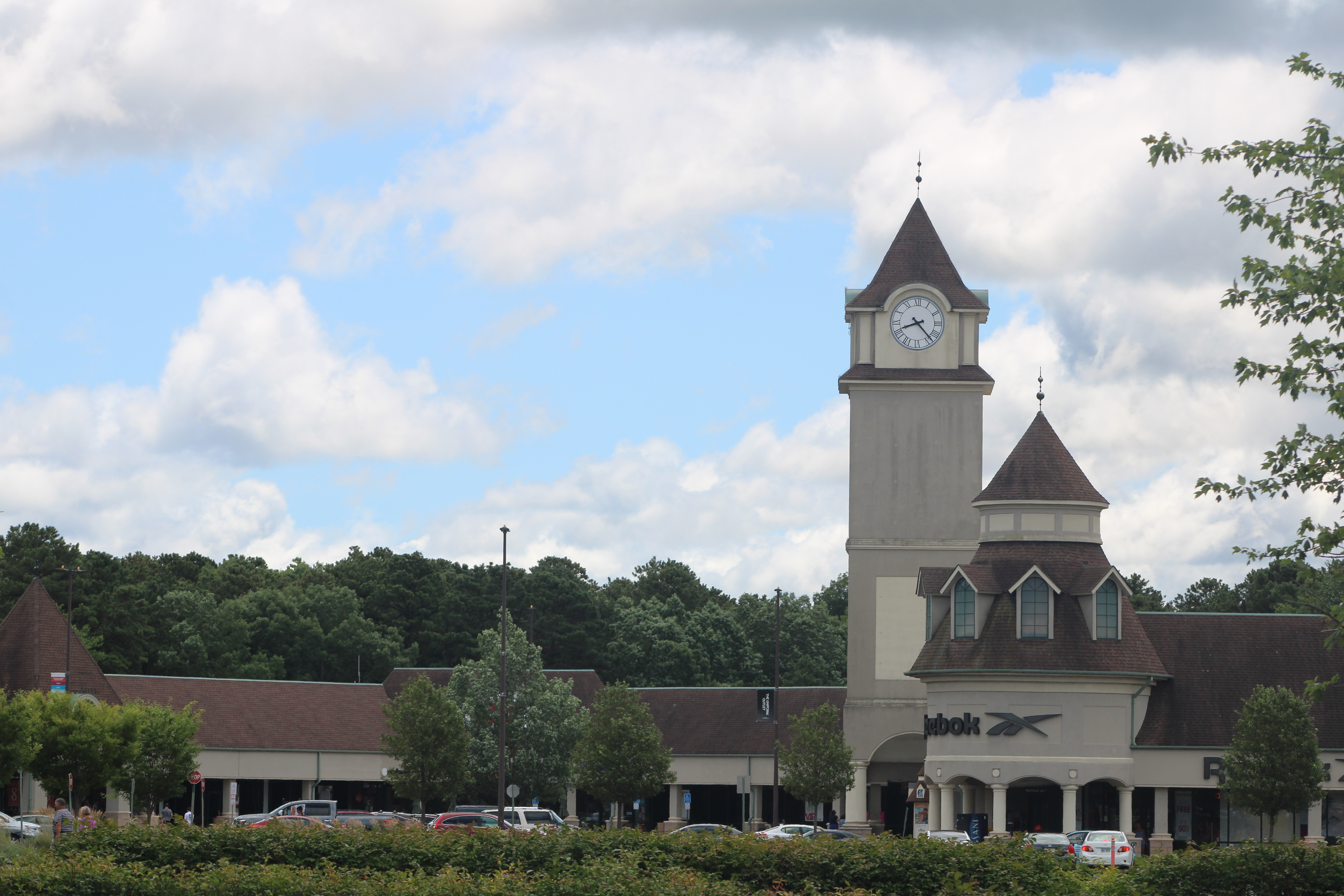
Jackson Premium Outlets

En la zona se encuentra el Jackson Premium Outlets, un centro comercial con 70 tiendas al aire libre propiedad de Simon Property Group. Los puntos de venta están ubicados aproximadamente a unos 3 kilómetros del parque de diversiones Six Flags Great Adventure.

## Demografía
Según la Oficina del Censo, en 2000 los ingresos medios de los hogares en el municipio eran de $65,218 y los ingresos medios de las familias eran de $71,045. Los hombres tenían ingresos medios por $51,276 frente a los $33,882 que percibían las mujeres. Los ingresos per cápita eran de $23,981. Alrededor del 3.7% de la población estaba por debajo del umbral de pobreza.
De acuerdo con la estimación 2016-2020 de la Oficina del Censo, los ingresos medios de los hogares en el municipio son de $98,812 y los ingresos medios de las familias son de $112,239. Los ingresos per cápita en los últimos doce meses, medidos en dólares de 2020, son de $40,142. Alrededor del 5.6% de la población está por debajo del umbral de pobreza.